# Reinhold Fritzsche
Reinhold Fritzsche (* 6. März 1851 in Dahme/Mark; † 21. März 1929 in Offenburg) war ein deutscher Politiker der SPD.

## Leben
Reinhold Fritzsche wurde 1851 als Sohn eines protestantischen Handwerkers geboren. Er verließ im Frühjahr 1871 das Elternhaus, um auf Wanderschaft zu gehen und sich zum Klavierbauer auszubilden. Die Stationen seiner Wanderschaft waren Leipzig, Dresden, Zürich, Paris und Berlin. In Zürich lernte er den emigrierten Sozialisten und Arbeiterdichter Robert Seidel  kennen, mit dem ihn eine lebenslange Freundschaft verband. In Berlin, wo er seit Herbst 1877 in einer Klavierfabrik arbeitete und politisch in Arbeiterbildungsvereinen wirkte, stand er auf Grund des im Oktober 1878 erlassenen Sozialistengesetzes unter politischer Überwachung. Fritzsche wurde wegen der Verbreitung illegaler sozialdemokratischer Schriften festgenommen und sollte ausgewiesen werden, setzte sich aber erst nach Leipzig, dann nach Stuttgart ab. Ende 1879 ließ er sich in Offenburg als selbständiger Klaviermacher nieder und heiratete eine einheimische katholische Bäckerstochter. Um seine berufliche Existenz nicht zu gefährden, verhielt er sich anfangs politisch unauffällig, war jedoch weiter in sozialdemokratischen Kreisen aktiv. Nach der Aufhebung des Sozialistengesetzes trat er wieder offen als Sozialdemokrat auf.
Im Jahr 1903 wurde Fritzsche nach Georg Monsch als zweiter Sozialdemokrat in den Offenburger Stadtrat gewählt; dieses Mandat behielt er bis 1912. Fritzsche war ein Förderer der lokalen Gewerkschafts- und Konsumvereinsbewegung und vermachte einen Teil seines Vermögens zur Förderung von Kinderhorten und zum Bau eines städtischen Altenheims. 
Sieben Jahre nach seiner Frau starb Fritzsche am 21. März 1929 in Offenburg.